# 2015年歐洲運動會角力比賽
2015年歐洲運動會角力比賽於2015年6月13至20日在巴库舉行。共舉辦24項目，包含16項男女均有的自由式角力，以及僅男子參加的8項希羅式角力。

## 獎牌得主

### 男子自由式
| 项目      | 金牌                                       | 银牌                                | 铜牌                                   |
| 57公斤级  | Viktor Lebedev · 俄罗斯（RUS）             | Marcel Ewald · 德国（GER）          | Alexandru Chirtoacă · 摩尔多瓦（MDA）  |
| 57公斤级  | Viktor Lebedev · 俄罗斯（RUS）             | Marcel Ewald · 德国（GER）          | 塞扎尔·阿克居尔 · 土耳其（TUR）        |
| 61公斤级  | Aleksandr Bogomoev · 俄罗斯（RUS）         | Beka Lomtadze · （GEO）             | 哈吉·阿利耶夫 · 阿塞拜疆（AZE）        |
| 61公斤级  | Aleksandr Bogomoev · 俄罗斯（RUS）         | Beka Lomtadze · （GEO）             | Vasyl Shuptar · 乌克兰（UKR）          |
| 65公斤级  | 托格鲁尔·阿斯加罗夫 · 阿塞拜疆（AZE）      | 弗兰克·查米索 · 意大利（ITA）       | Mustafa Kaya · 土耳其（TUR）           |
| 65公斤级  | 托格鲁尔·阿斯加罗夫 · 阿塞拜疆（AZE）      | 弗兰克·查米索 · 意大利（ITA）       | Ilyas Bekbulatov · 俄罗斯（RUS）       |
| 70公斤级  | Magomedrasul Gazimagomedov · 俄罗斯（RUS） | Magomedmurad Gadzhiev · 波兰（POL） | 雅库普·格尔 · 土耳其（TUR）            |
| 70公斤级  | Magomedrasul Gazimagomedov · 俄罗斯（RUS） | Magomedmurad Gadzhiev · 波兰（POL） | Ruslan Dibirgadjiyev · 阿塞拜疆（AZE） |
| 74公斤级  | 阿尼乌阿尔·格杜耶夫 · 俄罗斯（RUS）        | 索内尔·德米尔塔什 · 土耳其（TUR）   | 贾布拉伊尔·哈桑诺夫 · 阿塞拜疆（AZE）  |
| 74公斤级  | 阿尼乌阿尔·格杜耶夫 · 俄罗斯（RUS）        | 索内尔·德米尔塔什 · 土耳其（TUR）   | Jumber Kvelashvili · （GEO）           |
| 86公斤级  | 阿布杜勒拉希德·萨杜拉耶夫 · 俄罗斯（RUS）  | Piotr Ianulov · 摩尔多瓦（MDA）     | Radosław Marcinkiewicz · 波兰（POL）   |
| 86公斤级  | 阿布杜勒拉希德·萨杜拉耶夫 · 俄罗斯（RUS）  | Piotr Ianulov · 摩尔多瓦（MDA）     | Sandro Aminashvili · （GEO）           |
| 97公斤级  | 赫塔格·戈久莫夫 · 阿塞拜疆（AZE）          | Elizbar Odikadze · （GEO）          | Valeriy Andriytsev · 乌克兰（UKR）     |
| 97公斤级  | 赫塔格·戈久莫夫 · 阿塞拜疆（AZE）          | Elizbar Odikadze · （GEO）          | Abdusalam Gadisov · 俄罗斯（RUS）      |
| 125公斤级 | 塔哈·阿克居尔 · 土耳其（TUR）              | Aliaksei Shamarau · 白俄罗斯（BLR） | 格诺·彼得里阿什维利 · （GEO）          |
| 125公斤级 | 塔哈·阿克居尔 · 土耳其（TUR）              | Aliaksei Shamarau · 白俄罗斯（BLR） | Jamaladdin Magomedov · 阿塞拜疆（AZE） |

### 男子古典式
| 项目      | 金牌                               | 银牌                                | 铜牌                                 |
| 59公斤级  | Stepan Maryanyan · 俄罗斯（RUS）   | Soslan Daurov · 白俄罗斯（BLR）     | Elman Mukhtarov · 阿塞拜疆（AZE）    |
| 59公斤级  | Stepan Maryanyan · 俄罗斯（RUS）   | Soslan Daurov · 白俄罗斯（BLR）     | Tarik Belmadani · 法国（FRA）        |
| 66公斤级  | Artem Surkov · 俄罗斯（RUS）       | 米赫兰·哈鲁秋尼扬 · 亚美尼亚（ARM） | Hasan Aliyev · 阿塞拜疆（AZE）       |
| 66公斤级  | Artem Surkov · 俄罗斯（RUS）       | 米赫兰·哈鲁秋尼扬 · 亚美尼亚（ARM） | István Lévai · 斯洛伐克（SVK）       |
| 71公斤级  | 拉苏尔·丘纳耶夫 · 阿塞拜疆（AZE）  | Balint Korpasi · 匈牙利（HUN）      | 多米尼克·埃特林格 · 克罗地亚（CRO）  |
| 71公斤级  | 拉苏尔·丘纳耶夫 · 阿塞拜疆（AZE）  | Balint Korpasi · 匈牙利（HUN）      | 弗兰克·施特布勒 · 德国（GER）        |
| 75公斤级  | Elvin Mursaliyev · 阿塞拜疆（AZE） | Viktor Nemeš · 塞尔维亚（SRB）      | Chingiz Labazanov · 俄罗斯（RUS）    |
| 75公斤级  | Elvin Mursaliyev · 阿塞拜疆（AZE） | Viktor Nemeš · 塞尔维亚（SRB）      | Dmytro Pyshkov · 乌克兰（UKR）       |
| 80公斤级  | Evgeny Saleev · 俄罗斯（RUS）      | 拉菲克·侯赛因诺夫 · 阿塞拜疆（AZE） | Daniel Aleksandrov · 保加利亚（BUL） |
| 80公斤级  | Evgeny Saleev · 俄罗斯（RUS）      | 拉菲克·侯赛因诺夫 · 阿塞拜疆（AZE） | Viktar Sasunouski · 白俄罗斯（BLR）  |
| 85公斤级  | 达维特·恰克韦塔泽 · 俄罗斯（RUS）  | 让·贝列纽克 · 乌克兰（UKR）         | 梅泰汗·巴沙尔 · 土耳其（TUR）        |
| 85公斤级  | 达维特·恰克韦塔泽 · 俄罗斯（RUS）  | 让·贝列纽克 · 乌克兰（UKR）         | Ramsin Azizsir · 德国（GER）         |
| 98公斤级  | Islam Magomedov · 俄罗斯（RUS）    | Dimitiry Timchenko · 乌克兰（UKR）  | Melonin Noumonvi · 法国（FRA）       |
| 98公斤级  | Islam Magomedov · 俄罗斯（RUS）    | Dimitiry Timchenko · 乌克兰（UKR）  | 坚克·伊尔代姆 · 土耳其（TUR）        |
| 130公斤级 | 勒扎·卡亚阿尔普 · 土耳其（TUR）    | 萨巴赫·沙里亚提 · 阿塞拜疆（AZE）   | Heiki Nabi · 爱沙尼亚（EST）         |
| 130公斤级 | 勒扎·卡亚阿尔普 · 土耳其（TUR）    | 萨巴赫·沙里亚提 · 阿塞拜疆（AZE）   | Ioseb Chugoshvili · 白俄罗斯（BLR）  |

### 女子自由式
| 项目     | 金牌                                 | 银牌                               | 铜牌                                    |
| 48公斤级 | 玛丽亚·斯塔德尼克 · 阿塞拜疆（AZE）  | 埃莉察·扬科娃 · 保加利亚（BUL）    | Iwona Matkowska · 波兰（POL）           |
| 48公斤级 | 玛丽亚·斯塔德尼克 · 阿塞拜疆（AZE）  | 埃莉察·扬科娃 · 保加利亚（BUL）    | Valentina Islamova · 俄罗斯（RUS）      |
| 53公斤级 | Anzhela Dorogan · 阿塞拜疆（AZE）    | Roksana Zasina · 波兰（POL）       | Merve Kenger · 土耳其（TUR）            |
| 53公斤级 | Anzhela Dorogan · 阿塞拜疆（AZE）    | Roksana Zasina · 波兰（POL）       | Nadzeya Shushko · 白俄罗斯（BLR）       |
| 55公斤级 | 索菲娅·马特松 · 瑞典（SWE）          | Katarzyna Krawczyk · 波兰（POL）   | 埃韦利娜·尼科洛娃 · 保加利亚（BUL）     |
| 55公斤级 | 索菲娅·马特松 · 瑞典（SWE）          | Katarzyna Krawczyk · 波兰（POL）   | 纳塔利娅·西尼申 · 阿塞拜疆（AZE）       |
| 58公斤级 | Emese Barka · 匈牙利（HUN）          | Tetyana Lavrenchuk · 乌克兰（UKR） | Elif Jale Yesilirmak · 土耳其（TUR）    |
| 58公斤级 | Emese Barka · 匈牙利（HUN）          | Tetyana Lavrenchuk · 乌克兰（UKR） | 格雷丝·布伦 · 挪威（NOR）               |
| 60公斤级 | Marianna Sastin · 匈牙利（HUN）      | Svetlana Lipatova · 俄罗斯（RUS）  | Veranika Ivanova · 白俄罗斯（BLR）      |
| 60公斤级 | Marianna Sastin · 匈牙利（HUN）      | Svetlana Lipatova · 俄罗斯（RUS）  | 黛别·尤谢因 · 保加利亚（BUL）           |
| 63公斤级 | Valeria Lazinskaya · 俄罗斯（RUS）   | Yuliya Tkach · 乌克兰（UKR）       | Anastasija Grigorjeva · 拉脱维亚（LAT） |
| 63公斤级 | Valeria Lazinskaya · 俄罗斯（RUS）   | Yuliya Tkach · 乌克兰（UKR）       | 玛丽亚·马莫舒克 · 白俄罗斯（BLR）       |
| 69公斤级 | Alina Stadnik · 乌克兰（UKR）        | Ilana Kratysh · 以色列（ISR）      | 纳塔利娅·沃罗比约娃 · 俄罗斯（RUS）     |
| 69公斤级 | Alina Stadnik · 乌克兰（UKR）        | Ilana Kratysh · 以色列（ISR）      | 阿琳·福肯 · 德国（GER）                 |
| 75公斤级 | Vasilisa Marzaliuk · 白俄罗斯（BLR） | 叶卡捷琳娜·布金娜 · 俄罗斯（RUS）  | 迈德尔·温达 · 西班牙（ESP）             |
| 75公斤级 | Vasilisa Marzaliuk · 白俄罗斯（BLR） | 叶卡捷琳娜·布金娜 · 俄罗斯（RUS）  | Svetlana Saenko · 摩尔多瓦（MDA）       |

## 獎牌榜
| 排名 | 国家／地区 | 金牌 | 银牌 | 铜牌 | 總數 |
| ---- | ---------- | ---- | ---- | ---- | ---- |
| 1    | 俄罗斯     | 11   | 2    | 5    | 18   |
| 2    | 阿塞拜疆   | 6    | 2    | 7    | 15   |
| 3    | 土耳其     | 2    | 1    | 7    | 10   |
| 4    | 匈牙利     | 2    | 1    | 0    | 3    |
| 5    | 乌克兰     | 1    | 4    | 3    | 8    |
| 6    | 白俄罗斯   | 1    | 2    | 5    | 8    |
| 7    | 瑞典       | 1    | 0    | 0    | 1    |
| 8    | 波兰       | 0    | 3    | 2    | 5    |
| 9    | 格鲁吉亚   | 0    | 2    | 3    | 5    |
| 10   | 保加利亚   | 0    | 1    | 3    | 4    |
| 10   | 德国       | 0    | 1    | 3    | 4    |
| 11   | 摩尔多瓦   | 0    | 1    | 2    | 3    |
| 12   | 亞美尼亞   | 0    | 1    | 0    | 1    |
| 12   | 以色列     | 0    | 1    | 0    | 1    |
| 12   | 塞尔维亚   | 0    | 1    | 0    | 1    |
| 13   | 法国       | 0    | 0    | 2    | 2    |
| 14   | 爱沙尼亚   | 0    | 0    | 1    | 1    |
| 14   | 斯洛伐克   | 0    | 0    | 1    | 1    |
| 14   | 克罗地亚   | 0    | 0    | 1    | 1    |
| 14   | 挪威       | 0    | 0    | 1    | 1    |
| 14   | 西班牙     | 0    | 0    | 1    | 1    |
| 總計 | 總計       | 24   | 24   | 48   | 96   |

## 參賽國家
- 阿尔巴尼亚（3）
- 亚美尼亚（8）
- 奥地利（12）
- 阿塞拜疆（24）
- 白俄罗斯（24）
- 保加利亚（24）
- 克罗地亚（6）
- 捷克（9）
- 丹麦（3）
- 爱沙尼亚（7）
- 芬兰（11）
- 法国（12）
- （16）
- 德国（22）
- 英国（2）
- 希腊（15）
- 匈牙利（18）
- 爱尔兰（1）
- 以色列（6）
- 意大利（12）
- 科索沃（3）
- 拉脱维亚（10）
- 立陶宛（10）
- 马其顿（5）
- 摩尔多瓦（17）
- 荷兰（1）
- 挪威（6）
- 波兰（20）
- 葡萄牙（5）
- 罗马尼亚（18）
- 俄罗斯（24）
- 塞尔维亚（7）
- 斯洛伐克（8）
- 斯洛文尼亚（2）
- 西班牙（10）
- 瑞典（12）
- 瑞士（7）
- 土耳其（24）
- 乌克兰（24）

## 外部連結
- Official website